# Numismatique médiévale

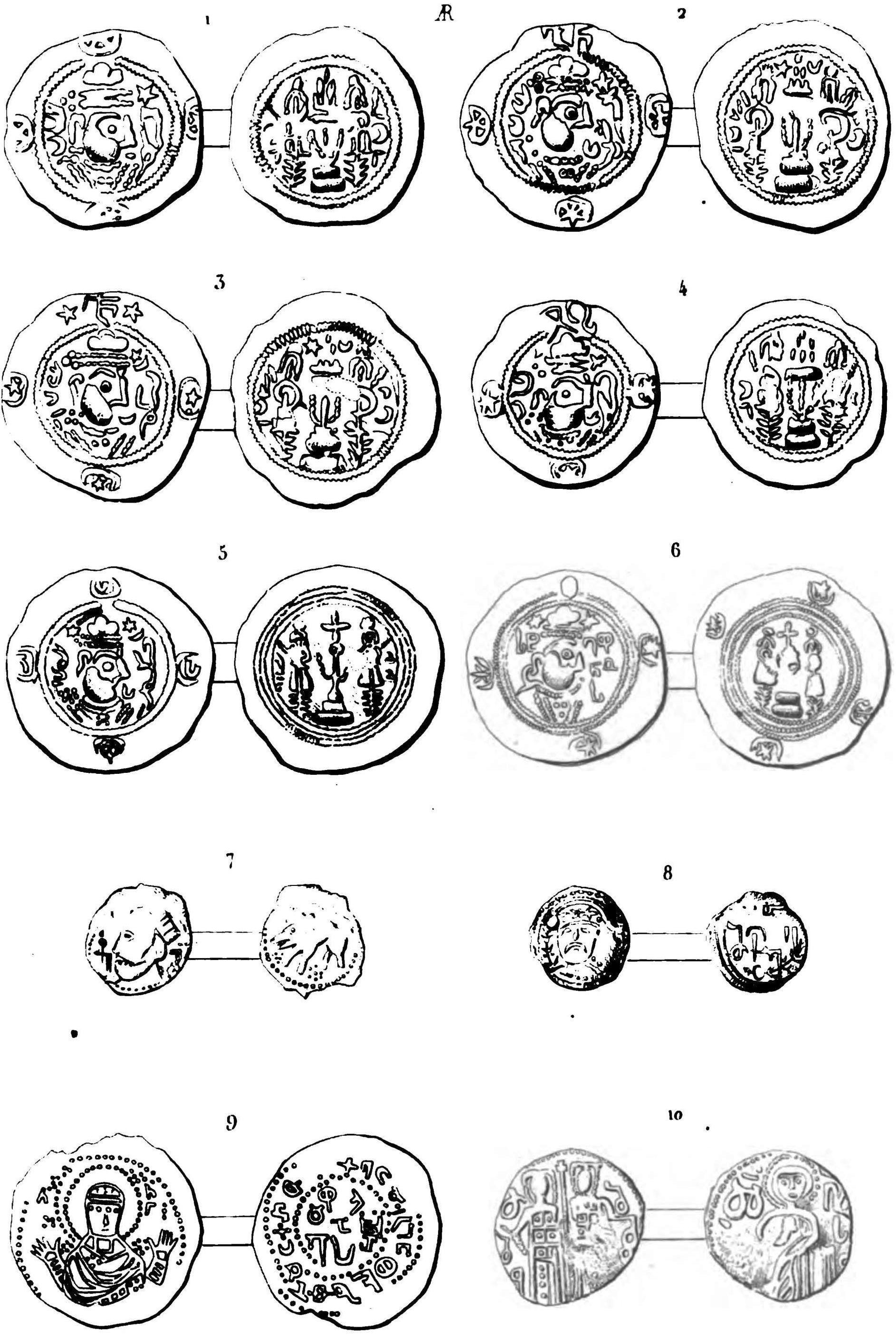
Monnaies géorgiennes médiévales

Le terme de numismatique médiévale désigne à la fois la science des monnaies du Moyen Âge et les monnaies elles-mêmes, produites de l'an 500 à la mécanisation apparue avec la Renaissance au milieu du XVIe siècle. La numismatique médiévale, royale ou féodale, livre des monnaies prestigieuses ou plus modestes, mais toujours uniques car confectionnées à la main, et chargées d'histoire régionale ou nationale.

## Introduction
La numismatique médiévale s'étend sur mille ans d'histoire, de la fin de l'Empire romain à la Renaissance. En France, elle commence par des monnayages d'imitation frappés par les barbares qui ont submergé l'Empire romain et copient dans l'immédiat la monnaie de l'empire. Elle se poursuit par un monnayage fruste sous les Mérovingiens. Il faut près de trois siècles pour revenir avec Charlemagne à une monnaie de qualité plus uniforme, où les légendes sont parfaitement lisibles et les portraits assez réalistes. Durant plusieurs siècles, la monnaie médiévale témoigne de la fragmentation du continent européen, de nombreuses villes émettant leur propre monnaie. Le Moyen Âge voit circuler un grand nombre d'espèces de tous horizons et de toutes provinces, favorisant l'activité des changeurs. Mais l'extension des domaines royaux va aller de pair avec celle du monnayage royal au détriment de celui des seigneurs féodaux. Peu à peu, la monnaie s'unifie avec la centralisation progressive du pouvoir monétaire entre les mains du souverain, ce qui va entraîner la disparition progressive des monnayages locaux. Au monnayage disparate succède peu à peu un monnayage unifié de type royal. Lorsque les grands princes locaux frappent monnaie, ils copient la monnaie royale. Comme sous l'Empire romain, les monnaies sont d'or, d'argent ou de billon, mais le bronze sera abandonné. Les appellations romaines subsistent : on compte en sols et deniers, héritiers du solidus et du denarius romains. On fabrique les pièces à partir d'une quantité déterminée de métal précieux, appelée marc. La valeur des monnaies est fonction de la quantité de métal précieux qu'elles contiennent. On parle de monnaies blanches pour celles qui contiennent une part importante d'argent et de monnaies noires pour celles à majeure partie de cuivre. Les rois sont tentés de muer la monnaie pour en tirer des ressources, provoquant, lorsqu'ils le font trop ostensiblement, le mécontentement du peuple, attaché à la stabilité des espèces. Durant mille ans, les pièces de monnaie sont fabriquées une par une et sont frappées à la main.

## L'Antiquité tardive et l'époque mérovingienne
La crise de l’Empire romain à partir du IIIe siècle entraîne des conséquences importantes en Gaule. L’activité des ateliers impériaux diminue, un grand nombre d’entre eux est fermé. Aux IVe-Ve siècles, les sesterces utilisés, qui constituent l’essentiel de la masse monétaire en circulation et ont une valeur très faible, ont souvent été frappés plusieurs décennies auparavant. Il n’y a pas de renouvellement du métal.
Parmi les peuples germaniques qui pénètrent sur ce territoire au Ve siècle, ceux qui s’y installent se considèrent comme les représentants du pouvoir impérial, et reçoivent souvent officiellement des titres qui les confirment comme tels. Ils reprennent donc à leur charge la frappe monétaire.
Malgré de nombreuses études, les droits qui réglementent la frappe aux VIe-VIIIe siècles ne sont pas encore complètement éclaircis. Les rois « barbares » s’emparent du monnayage ; ils confient le soin de la frappe à des « monétaires » (monetarii). De nombreuses églises monnaient également. Jusqu’à la fin du VIIe siècle, le système monétaire en cours est intégralement inspiré du modèle impérial : bimétallique, avec l’or et le bronze. Les types monétaires sont repris des monnaies byzantines, avec des déformations diverses. Les rois francs, qui gouvernent toute la Gaule à partir du VIe siècle, ne se décident que progressivement à remplacer le nom de l’empereur par leur propre nom.
L’éclatement des royaumes entre les descendants de Clovis profite à leurs premiers officiers, les maires du Palais. Certaines dynasties accaparent cette fonction, parmi lesquelles les Pippinides, qui forment la racine des Carolingiens.

## La monnaie sous les Carolingiens
Un de ces Pippinides, Pépin le Bref, prend la place du dernier roi mérovingien et avec l’accord du pape s’empare du titre du roi, qu’il possédait déjà de fait. Lui et ses descendants font une action importante d’unification et de renforcement du pouvoir royal. Pépin le Bref (751-768) et son fils Charlemagne (768-814) modifient considérablement les conditions de frappe par les capitulaires de Vernon (755) et Francfort (794). Les rois francs récupèrent l’exclusivité du monnayage, réglementent le poids et le titre des monnaies : avec un nouveau système de poids, le denier pèse finalement 1,7 g environ, Il y eut plusieurs tâtonnements avant que la taille de celui-ci pût être réglée de façon stable. Une équivalence s’établit : 12 deniers valent 1 sous, et 20 sous valent 1 livre française. Ces rapports deviennent immuables pour tout le Moyen Âge, et jusqu'à la fin de l'Ancien Régime.
Les premiers temps carolingiens ont aussi pour effet de réduire l’iconographie variée des monnaies mérovingiennes. Un seul type (image représentée sur la monnaie) à la fois est désormais frappé par Charlemagne puis Louis le Pieux. En 864, Charles le Chauve réglemente à son tour la frappe monétaire par l’édit de Pîtres, qui définit un type nouveau : le monogramme carolin sur l’avers ; une croix pattée au revers. À dater de cette époque, même lorsque les monnayages non royaux se multiplient, la présence d’une croix pattée au revers devient presque inévitable.
Peu après avoir proclamé l’édit de Pîtres interdisant la frappe de monnaies hors d’une liste d’ateliers très limitée, Charles le Chauve lui-même concède les revenus d’ateliers monétaires à certaines puissances ecclésiastiques. Ils ne sont alors pas détenteurs du droit de frappe, mais simplement bénéficiaires de son fonctionnement. Cependant, à mesure que le roi franc perd la réalité du pouvoir politique au Xe siècle, les ateliers sont progressivement appropriés par les seigneurs, laïques ou ecclésiastiques. Lorsque Hugues Capet devient roi de Francie occidentale, il ne maîtrise pas parfaitement la frappe monétaire sur le seul domaine royal, situé autour de Paris et d’Orléans.

## La frappe monétaire à l’époque féodale (XIe-XVesiècle)
Avant même l’avènement des Capétiens, le droit de frappe est donc possédé par plusieurs seigneurs, parfois de faible puissance. Des usurpations ou concessions apparaissent encore jusqu’à la fin du XIIe siècle (en particulier en terre d’Empire, par des concessions impériales à des évêques de la vallée du Rhône). Le pouvoir politique s’effrite à des degrés divers selon les régions : au niveau du duché, par exemple en Normandie ; ou au niveau de seigneurs locaux, comme les sires de Bourbon en Auvergne. Le droit de frappe s’effrite de la même façon.
Les types monétaires sont très stables, souvent parce que la frappe est due à une usurpation : les seigneurs n’osent alors pas changer un type existant, afin de ne pas faire sentir de rupture trop forte dans le monnayage. Lorsqu’un type est conservé sur plusieurs décennies (par immobilisation), il arrive que les graveurs de l’atelier comprennent mal le type qu’ils doivent perpétuer. En particulier durant le XIe et le XIIe siècle, on voit des dégénérescences progressives des types et des légendes, à cause de cette incompréhension. Il est parfois difficile pour le numismate de comprendre alors le sens de l’image d’origine, à travers les seuls exemplaires conservés, parfois très postérieurs. Les monogrammes royaux notamment (celui de Charles le Chauve, celui de Louis IV d’Outremer), utilisés dans des ateliers usurpés au Xe ou au XIe siècle, sont encore frappés jusqu’à la fin du XIIe siècle.
En l’an 1000, le roi de France ne contrôle qu’une petite partie du royaume. Pendant deux siècles, il agrandit lentement son territoire, jusqu’en 1204, lorsque Philippe Auguste (1180-1223) s’approprie d’un coup les possessions du duc de Normandie et roi d’Angleterre, Jean sans Terre. Il accroît en même temps l’extension de sa propre monnaie, et se met à contrôler la circulation des monnaies seigneuriales sur les territoires récupérés. Au cours du XIIIe siècle, les rois de France, en particulier Philippe Auguste (1180-1223), saint Louis (1226-1270) et Philippe le Bel (1285-1314) légifèrent pour limiter la circulation des monnaies seigneuriales et augmenter la leur. Ils étendent surtout leur pouvoir sur l’ensemble du royaume. La plupart des monnaies seigneuriales (laïques et ecclésiastiques) disparaissent à cette époque, ou dans la première moitié du XIVe siècle.
La guerre de Cent Ans entre la France et l’Angleterre (1337-1454), qui affaiblit considérablement le pouvoir royal, ne remet pas cette situation en cause : le roi de France est forcé parfois de diminuer considérablement la valeur réelle de ses monnaies pour augmenter ses revenus, mais rien ne ressuscite les ateliers seigneuriaux, épiscopaux ou abbatiaux.
Parallèlement, le roi de France a élaboré un système monétaire complexe : jusqu’en 1263 n’existe que des deniers avec plus ou moins d’argent, et des subdivisions (oboles ou mailles) pauvres en métal précieux. D’une ville à l’autre, ces deniers ne pèsent pas le même poids (qui tourne autour de 1 g ou 1,5 g) et servent les uns aux autres de multiples ou de divisions. En 1263-1266, une réforme monétaire de saint Louis, qui revient de Terre sainte, créer le gros tournois, des pièces d’argent de 4,2 g valant 12 deniers. Philippe le Bel développe ensuite la frappe de pièces d’or, de poids et d’aloi divers, créant pour le XIVe siècle un système monétaire plus complet que les seuls deniers des siècles précédents, avec l’utilisation des trois métaux (or, argent, billon), avec des pourcentages variés et des poids allant généralement de 0,5 à 4 g.
La fin de la guerre de Cent Ans avec l’expulsion définitive des armées anglaises du royaume de France permet de rétablir un monnayage royal plus sain et plus équilibré. La politique de Louis XI (1461-1483), qui vise en particulier à contrôler la haute noblesse, et déploie l’administration royale, assied plus clairement encore l’emprise monétaire du roi sur l’ensemble du royaume. Lorsque arrivent les cargaisons de métal précieux venues d’Amérique, et l’art de la médaille d’Italie, qui bouleversent à la fin du XVe siècle les conditions de frappe et l’apparence des monnaies, seules quelques grandes familles, ou des enclaves exceptionnelles au sein du royaume, peuvent encore bénéficier d’un atelier à soi. Le roi est réellement devenu le maître de la monnaie.

## La fin de la numismatique médiévale
L'influence de la Renaissance italienne avec l'apparition en France avec le règne de Louis XII de monnaies présentant un portrait réaliste du roi, appelées testons, marque un tournant très important, en amorçant une ère de monnaies au portrait qui se poursuivra durant des siècles. Dès le début du XVIe siècle, l'or et l'argent rapportés des Amériques permettent de frapper d'épaisses monnaies, rompant en cela avec les fines réalisations du Moyen Âge mais la frappe au marteau montre alors ses limites. L'apparition en France vers 1552 des premières machines permettant de fabriquer mécaniquement de larges pièces épaisses (thalers, écus) constitue une véritable révolution et sonne le glas de la numismatique médiévale, même si la frappe au marteau se poursuivra encore quelque temps pour certaines espèces jusqu'au règne de Louis XIV. Enfin, la fiduciarisation de la monnaie, avec l'apparition à la fin du XVIe siècle de pièces de monnaie de cuivre pur, doubles tournois notamment, est également caractéristique de la fin de la numismatique du Moyen Âge.

#### Ouvrages de référence

##### Monnaies royales
Jean Duplessy (trad. du danois), Les monnaies françaises royales : de Hugues Capet à Louis XVI (987-1793), Paris, Maison Platt ; Maastricht, 1988 (ISBN 978-90-70296-21-6, LCCN 91100338), p. 325

##### Monnaies seigneuriales (féodales)
- Faustin Poey d'Avant, Monnaies féodales de France, vol. I, 1858 En ligne sur Google Book Search
- Faustin Poey d'Avant, Monnaies féodales de France, vol. II, 1860 En ligne sur Google Book Search
- Faustin Poey d'Avant, Monnaies féodales de France, vol. III, 1862 En ligne sur Google Book Search

##### Histoire et méthodes historiques
- Marc Bompaire et Françoise Dumas, Numismatique médiévale : monnaies et documents d'origine française, Turnhout, Brepols, 2000, 687 p. (ISBN 978-2-503-50951-8)

#### Sites institutionnels ou personnels
- Site de la Société française de numismatique (SFN)
- Le Monnayage en Europe pendant le moyen-âge.
- Société d’études numismatiques et archéologiques (SÉNA)
- Monnaie de Paris
- Cabinet des médailles
- Société de numismatique du Nord
- « American Numismatic Society »(Archive.org • Wikiwix • Archive.is • Google • Que faire ?)
- British Numismatic Society
- rns.dircon.co de la Royal Numismatic Society
- Signets de la BNF pour la numismatique
- Blog consacré à la numismatique de la Lozère
- Blog consacré à la numismatique de Marseille
- Articles de numismatique médiévale
- Blog consacré à la numismatique féodale du Limousin, de l'Auvergne et du Languedoc

#### Ressources en ligne
- Archives monétaires
- WikiMoneda, Moteur de recherche de numismatique
- Ordonnances monétaires
- CoinArchives.com
- BN-Opaline
- Monnaies et médailles alsaciennes
- Sceaux au CHAN
- Images BnF
- Studies in Heraldry